# Mon amour (canção de Slimane)
"Mon amour" é uma canção do cantor francês Slimane que representou França no Festival Eurovisão da Canção 2024 onde terminou no 4.º lugar com 445 pontos na grande final. A música foi revelada a 8 de Novembro de 2023, pela editora Noé Music.
A canção tem música e letra de Slimane, Yaacov Salah e Meïr Salah, e foi escrita por volta de 2022 durante uma digressão musical, com a música inspirada nas experiências de Slimane na cidade suíça de Genebra. Segundo Slimane, a canção para ele é uma “carta de amor aos corações europeus”, em linha com grande parte da sua música, que se baseia principalmente no amor. 
A música em si é descrita como uma "uma ode ao romance e ao amor... com uma melodia poética, mas forte" pelo escritor do ESCUnited, Arnaud Abadie. Slimane foi oficialmente anunciado como representante da França no Festival Eurovisão da Canção 2024 no France Inter em 8 de Novembro de 2023. A música estreou oficialmente no telejornal da France 2 Journal de 20 heures mais tarde naquele dia, com Slimane apresentando uma versão em direto.